# Municipio Vecchio (Pezinok)
Il Municipio Vecchio (slovacco Stará radnica) è un edificio rinascimentale nel centro storico di Pezinok.  Si trova sulla via M. R. Štefánika numero 1 ed è stato costruito a metà del XVII secolo sul sito delle terme cittadine e della casa Weltz. Nel 1832 l'edificio fu gravemente danneggiato da un incendio che distrusse gran parte dell'archivio cittadino.
Il lato più ampio dell'edificio con i negozi si trova sul lato di Piazza del Municipio e parte dell'edificio si trova anche sul lato di via Potočná.

## Ricostruzione
Nel maggio 2001 è iniziata la ricostruzione completa dell'edificio. L'edificio ristrutturato è stato inaugurato il 4 dicembre 2002.

## Stato attuale
Attualmente l'edificio ospita diversi ristoranti, bar, un'enoteca e un centro di informazioni turistiche. È anche sede del Museo cittadino di Pezinok, un ristorante omonimo con caffetteria e bar, e dal 2019 l'ex sala per matrimoni dell'edificio è stata utilizzata per le esigenze del municipio e del sindaco di Pezinok per piccole riunioni.